# 加速度脈波
加速度脈波（かそくどみゃくは）とは、通常の脈波、つまり光電式脈波（指尖容積脈波）を時間軸で2階微分したものを指す。1階微分したものは速度脈波と呼ばれる。

## 概要
脈波に関する研究は古くからあるが、加速度脈波の研究は特に日本の医学研究者を中心に発達した。多数の研究者から、脈波は動脈硬化をはじめとする疾病や末梢血液循環の状態、さらには被験者の健康状態と相関があると考えられているが、加速度脈波の波形に変換すると、健常者と疾病者、若年者と高齢者との間で、波形の違いが比較的容易に観察される。このため加速度脈波の研究が注目された。当初は波形の形をAからGまで7波形に分類したり、さらにそれを22波形に分類したりして、加速度脈波の波形から被験者の末梢血液循環の状態を評価していたが、学術的には定量評価が望ましいとの考えから、今日では加速度脈波を数値化して評価する方が研究者間では主流になっている。数値化した加速度脈波の値は、加速度脈波係数、加速度脈波加齢指数、APGインデックスなどと呼ばれ、その算出方法は厳密には研究者によって若干異なる。やっほい。